# Kyrgyzstan Air Company
Kyrgyzstan Air Company er det nationale flyselskab fra Kirgisistan. Selskabet har hub og hovedkontor på Manas International Airport, 25 kilometer fra landets hovedstad Bisjkek. Det blev etableret i 2001.
Selskabet opererede i september 2013 ruteflyvninger til ti destinationer fra deres baser på Manas og Osh Airport i Osj. Flyflåden bestod af seks fly med en gennemsnitsalder på 21,9 år. Heraf var der to Boeing 737-300, og et -400 og -500. Udover det havde selskabet to eksemplarer af Airbus A320-200. Kyrgyzstan var på EUs sorte liste over flyselskaber, som ikke havde adgang til det europæiske luftrum eller lufthavne.